# Erythresthes sericellus
Erythresthes sericellus là một loài bọ cánh cứng trong họ Cerambycidae.